# Schnapps
Schnapps é um tipo de bebida alcoólica destilada. A palavra vem do alemão Schnapps ou Schnaps, usado para se referir a qualquer tipo de aguardente, particularmente aquelas que contêm teor de 32% de alcool.
Em hunsriqueano rio-grandense (língua germânica falada no sul do Brasil), o termo Schnaps se refere especificamente a cachaça.